# Maelcum Soul
Patricia Ann Soul (22. září 1940 – 5. dubna 1968, Baltimore), známá jako Maelcum Soul, byla americká barmanka, modelka a herečka.

## Život a kariéra
Narodila se 22. září 1940. Vystudovala malířství na Maryland Institute College of Art a pracovala v newyorské kavárně.
Později pracovala jako barmanka v bistru na Mulberry Street v Baltimoru. Pracovala zde také jako modelka. Její role v Baltimoru byla srovnávána s pařížskou Kiki de Montparnasse. Od 4. listopadu 1966 se v tomto bistru konaly různé výstavy, na kterých měl podíl její manžel Dudley Gray.
Americký filmař John Waters ji začal pravidelně obsazovat ve svých filmech. Jednalo se o filmy Roman Candles, Eat Your Makeup a Dorothy, the Kansas City Pothead.
Zemřela 5. dubna 1968 v Baltimoru po předávkování drogami a selhání ledvin.
Baltimorské noviny The Evening Sun posmrtně napsaly, že přes její rušný život získala určitou slávu. Stala se vlajkovou lodí mladších obdivovatelů literárního hnutí beat generation. Její postava se stala častou inspirací umělců, kteří ji malovali.

## Filmografie
- Roman Candles (1966)
- Eat Your Makeup (1968)
- Dorothy, the Kansas City Pothead (1968)